# هاردن‌برخ
شهر هاردن‌برخ (به هلندی: Hardenberg) در استان اوفریسل ،کشور هلند واقع شده‌است. این شهر یکی از مراکز گردشگری و طبیعت‌گردی در استان محسوب می‌شود.
جمعیت این شهر ۵۸٫۱۷۴ نفر  است.

## دین و مذهب
شهر هاردنبرخ به عنوان یکی از مذهبی ترین شهرهای هلند شناخته می‌شود. اکثریت ساکنین مسیحی پروتستان هستند.

## مراکز خرید و فروشگاه‌ها
مهمترین فروشگاه های مواد غذایی در مرکز شهر واقع شدند که میتوان به "لیدل"، "آلدی"، "یامبو" و "آلبرت‌هین" اشاره کرد.

## مراکز تفریحی و گردشگری
پارک Vechtdal Overijssel یکی از مسیرهای مناسب جهت پیاده روی به شمار می‌رود.
همچنین مسیرهای دوچرخه سواری متعددی در اطراف شهر ایجاد شده است. در طول مسیر رستوران ها و کافه های بسیاری آماده پذیرایی هستند.

## نگارخانه

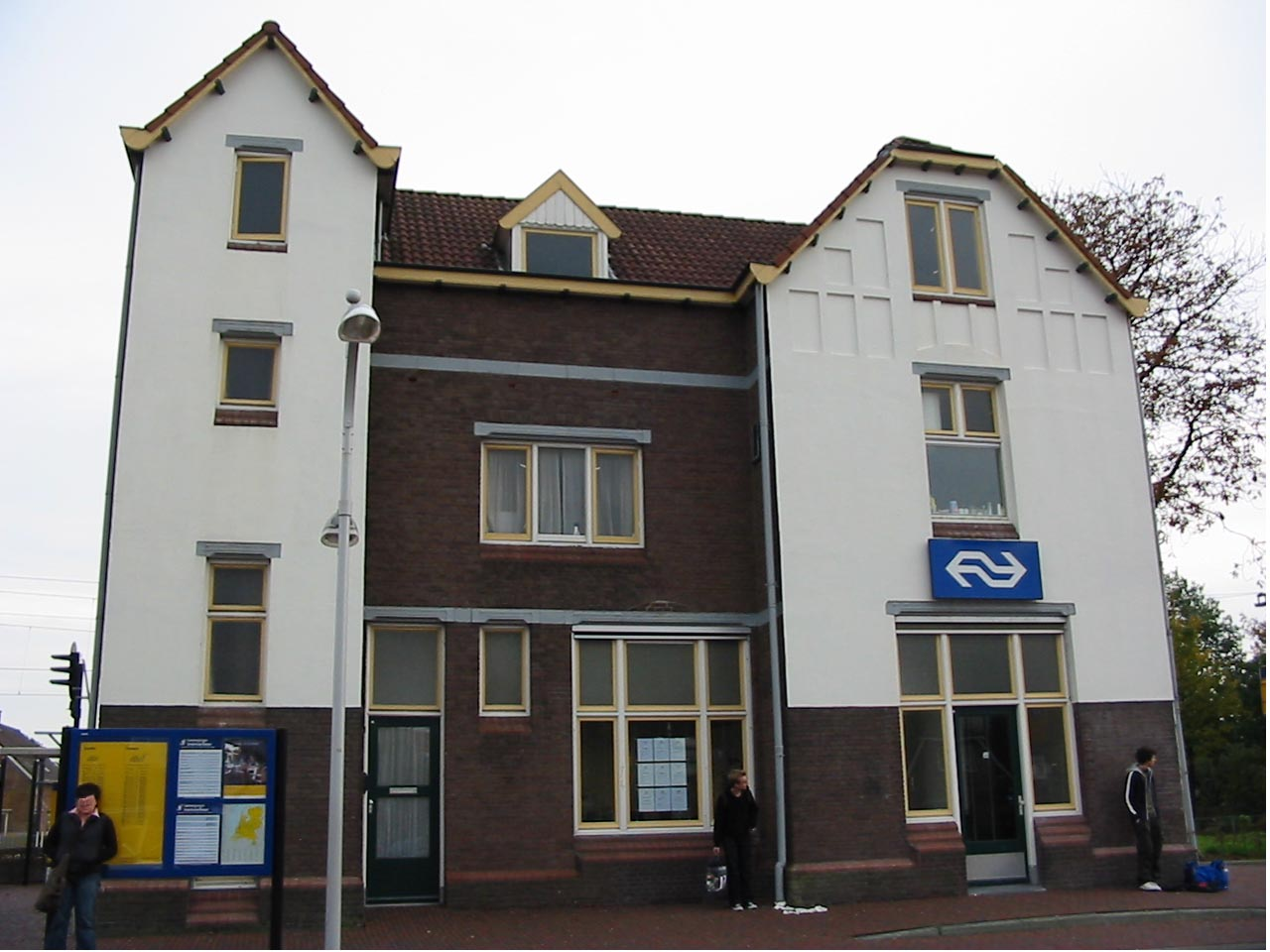
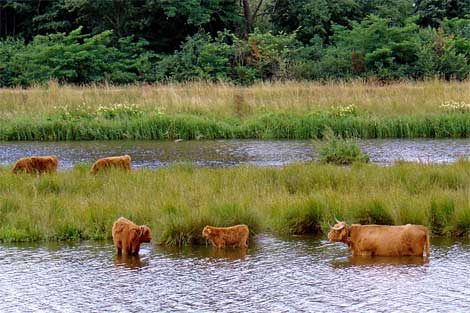
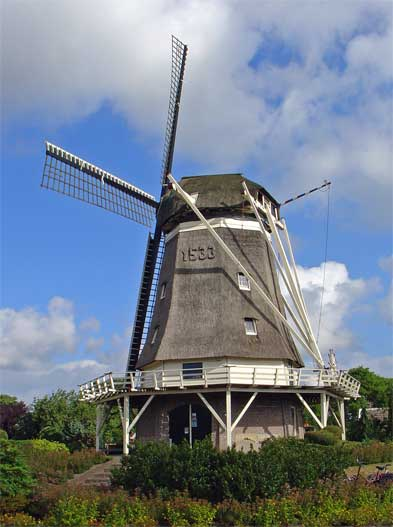
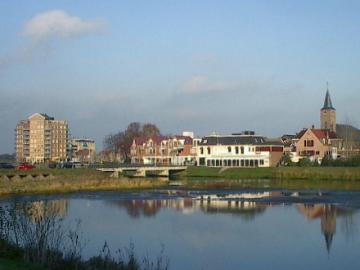